# Попов, Филипп Васильевич
Филипп Васильевич Попов (22 ноября 1930, с. Ребриха, Ребрихинский район, Алтайский край, РСФСР, СССР, — 18 марта 2007, Москва, Россия) — советский партийный и государственный деятель, председатель Кемеровского облисполкома (1977—1983), министр жилищно-коммунального хозяйства РСФСР (1983—1985), первый секретарь Алтайского крайкома КПСС (1985—1990).

## Биография

### Детство и юность
Родился в семье председателя колхоза. В 1953 году окончил отделение «Шахтостроение» Томского политехнического института имени С.М. Кирова, получил специальность «горный инженер-шахтостроитель». Был распределен в Осинниковское шахтостроительное управление Кемеровской области, где прошёл трудовой путь от горного инженера до начальника управления.

### Партийная и государственная карьера
В 1957 году вступил в ряды КПСС. В 1964 году — заведующий отделом строительства и городского хозяйства Кемеровского промышленного областного комитета КПСС. В 1964—1966 годах — заведующий отделом строительства и городского хозяйства, в 1966—1968 годах — заведующий отделом строительства, в 1968—1974 годах — секретарь, в 1974—1977 годах — второй секретарь Кемеровского областного комитета КПСС. 
В 1977—1983 годах — председатель исполкома Кемеровского областного Совета народных депутатов. В 1983—1985 годах — министр жилищно-коммунального хозяйства РСФСР.

## Руководитель Алтайского края
В декабре 1984 года — январе 1985 года в должности министра жилищно-коммунального хозяйства РСФСР руководил ликвидацией крупной энергетической аварии в г. Бийске. После смерти Н. Ф. Аксёнова, по предложению Е. К. Лигачева, покровительством которого пользовался, был направлен на Алтай качестве руководителя краевой партийной организации.
18 февраля 1985 года избран первым секретарем Алтайского краевого комитета КПСС. Кандидатура Ф. В. Попова предварительно не согласовывалась с политической элитой Алтайского края, поэтому с первых дней своей работы в Барнауле он встретился со скрытой оппозицией. В отличие от своих предшественников Н. И. Беляева, К. Г. Пысина, А. В. Георгиева и Н. Ф. Аксенова он не имел сельскохозяйственного образования, опыта работы секретарем сельского райкома и не знал специфики руководства аграрным регионом.
Член ЦК КПСС (1986—1990), делегат XXV, XXVI, XXVII съездов КПСС и XIX Всесоюзной конференции КПСС.
Депутат Верховного Совета СССР 10 и 11-го созывов. Народный депутат СССР (1989—1991). Депутат Верховного Совета РСФСР 10-го созыва.
17 февраля 1990 года был освобождён от должности первого секретаря Алтайского краевого комитета КПСС по его просьбе.

## Итоги деятельности для Алтайского края
Выступал за внедрение на предприятиях края передовых форм организации и оплаты труда: арендного и бригадного подряда, расширение кооперативной торговли в крае. Число кооперативов в Алтайском крае выросло в 1987—1988 годах со 166 до 895, количество занятых в них составило 8558 человек. В 1989 году в бюджет края от кооперативов поступило налогов на сумму 15 миллионов рублей. Более двух тысяч человек занимались индивидуальной трудовой деятельностью. В 1985—1988 годах средняя зерновых урожайность в крае выросла на 1,3 центнера с гектара, сдаточный вес скота поднялся с 363 до 414 кг. Потребление мяса в крае в 1988 г. составило 70 кг на душу населения в год, что было на 12 кг больше показателя 1985 г, но на 4 кг меньше рациональной физиологической нормы.
По инициативе Ф.В. Попова были приняты краевые программы «Птица» и «Овощи», стали строиться птицекомплексы и крупные овощехранилища. Добился корректировки государственных планов поставок сельскохозяйственной продукции в пользу Алтайского края. Был совершен рывок в строительстве объектов переработки сельскохозяйственного сырья.
17 декабря 1988 года на XXIII Алтайской краевой партийной конференции — впервые в истории Алтайской краевой партийной организации — при обсуждении кандидатур в новый состав Алтайского крайкома КПСС ему был заявлен отвод. За время руководства Ф. В. Попова в крае произошел сдвиг в инвестиционной политике в пользу социальной сферы (на которую стало выделяться 34 % капиталовложений против 28 % в предыдущей 11-й пятилетке).
В 1988 году в крае впервые произошла забастовка — три дня подряд бастовали работники Барнаулстроя, наряду с экономическими выдвинувшие политические требования.

### Последние годы
С февраля 1990 года — персональный пенсионер союзного значения, проживал в Москве. В 1990—1991 годах — член Комитета Верховного Совета СССР по архитектуре и градостроительству. В 1992 году — референт, в 1992—1994 годах — заместитель начальника Государственного проектно-строительного объединения «Роскоммунстрой». В 1994—1995 годах — исполнительный директор государственного предприятия «Центркоммунстрой». В 1995—1998 годах — исполнительный директор Регионального общественного объединения «Землячество Кузбасс». В 1998—2004 годах — советник генерального директора ОАО "Научно-производственный союз по разработке и производству новой коммунальной техники, строительству и реконструкции объектов коммунального назначения «Роскоммунмашстрой».
С 2004 года — на пенсии.
Похоронен на Троекуровском кладбище.

## Награды и звания
- Орден Октябрьской Революции (1983 год)
- Три ордена Трудового Красного Знамени
- Орден Дружбы народов
- Медаль «За освоение недр и развитие нефтегазового комплекса Западной Сибири» (1978 год)